# Festival di Cannes 1995

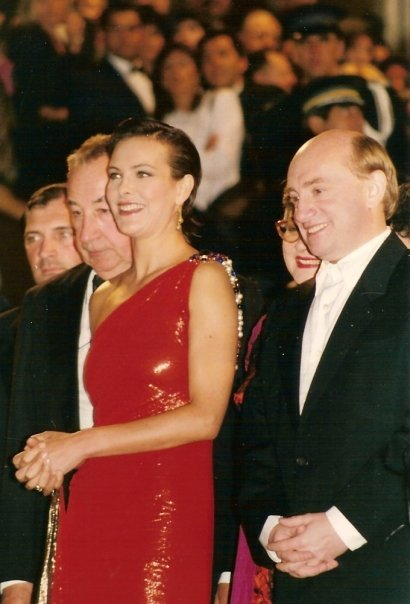
Carole Bouquet, qui ritratta nel 1994 assieme a Philippe Noiret e Michel Blanc, è stata la maîtresse de cérémonie del festival.

La 48ª edizione del Festival di Cannes si è svolta a Cannes dal 17 al 28 maggio 1995 sotto la direzione artistica di Gilles Jacob.
Il film d'apertura dell'edizione è stato La città perduta di Jean-Pierre Jeunet e Marc Caro, mentre Pronti a morire di Sam Raimi è stato quello di chiusura. L'attrice francese Carole Bouquet ha presentato le cerimonie di inaugurazione e di chiusura del festival.
La giuria internazionale presieduta per la seconda volta dall'attrice francese Jeanne Moreau ha assegnato la Palma d'oro ad Underground del regista jugoslavo Emir Kusturica, che è diventato il terzo regista, dopo Francis Ford Coppola e Bille August, a ottenere due volte tale riconoscimento, avendo già vinto l'edizione del 1985 con Papà... è in viaggio d'affari.

## Selezione ufficiale
I seguenti film sono stati presentati all'interno della selezione ufficiale del festival:

### Concorso
- L'amore molesto, regia di Mario Martone (Italia)
- Angeli e insetti (Angels and Insects), regia di Philip Haas (Stati Uniti d'America)
- Between the Devil and the Deep Blue Sea, regia di Marion Hänsel (Belgio, Francia, Regno Unito)
- Carrington, regia di Christopher Hampton (Regno Unito)
- La città perduta (La Cité des enfants perdus), regia di Jean-Pierre Jeunet e Marc Caro (Francia, Spagna, Germania) - film d'apertura
- Dead Man, regia di Jim Jarmusch (Stati Uniti d'America)
- Ed Wood, regia di Tim Burton (Stati Uniti d'America)
- Good Men, Good Women (Hǎonán hǎonǚ), regia di Hou Hsiao-hsien (Taiwan, Giappone)
- Jefferson in Paris, regia di James Ivory (Stati Uniti d'America)
- Kids, regia di Larry Clark (Stati Uniti d'America)
- I misteri del convento (O convento), regia di Manoel de Oliveira (Portogallo, Francia)
- N'oublie pas que tu vas mourir, regia di Xavier Beauvois (Francia)
- L'odio (La Haine), regia di Mathieu Kassovitz (Francia)
- Oltre Rangoon (Beyond Rangoon), regia di John Boorman (Stati Uniti d'America)
- La pazzia di Re Giorgio (The Madness of King George), regia di Nicholas Hytner (Regno Unito)
- Senatorul melcilor, regia di Mircea Daneliuc (Romania)
- Serenata alla luna (The Neon Bible), regia di Terence Davies (Regno Unito)
- Sharaku, regia di Masahiro Shinoda (Giappone)
- Lo sguardo di Ulisse (To vlemma tou Odyssea), regia di Theo Angelopoulos (Grecia, Francia, Italia)
- Storia di Kronen (Historias del Kronen), regia di Montxo Armendáriz (Spagna)
- Terra e libertà (Land and Freedom), regia di Ken Loach (Regno Unito, Spagna, Germania)
- Il tempo (Waati), regia di Souleymane Cissé (Mali, Francia, Burkina Faso)
- Shanghai Triad - La triade di Shangai (Yáo a yáo, yáo dào wàipó qiáo), regia di Zhang Yimou (Cina, Francia)
- Underground (Podzemlje), regia di Emir Kusturica (Francia, Germania, Ungheria)

### Un Certain Regard
- L'Aube à l'envers, regia di Sophie Marceau - cortometraggio (Francia)
- Augustin, regia di Anne Fontaine (Francia)
- Bye-Bye, regia di Karim Dridi (Francia, Svizzera, Belgio)
- Cosa fare a Denver quando sei morto (Things To Do in Denver When You Are Dead), regia di Gary Fleder (Stati Uniti d'America)
- Eroi di tutti i giorni (Unstrung Heroes), regia di Diane Keaton (Stati Uniti d'America)
- Etz Hadomim Tafus, regia di Eli Cohen (Israele)
- Georgia, regia di Ulu Grosbard (Francia)
- I giorni dell'amore (Nobat e Asheghi), regia di Mohsen Makhmalbaf (Iran, Turchia)
- Haramuya, regia di Drissa Toure (Burkina Faso, Francia)
- Indradhanura Chhai, regia di Sushant Misra (India)
- L'inglese che salì la collina e scese da una montagna (The Englishman Who Went Up a Hill, But Came Down a Mountain), regia di Christopher Monger (Regno Unito)
- Kaki bakar, regia di U-Wei Haji Saari (Malaysia)
- Lessons in the Language of Love, regia di Scott Patterson (Australia)
- Lev s sedoj Borodoj, regia di Andrej Chržanovskij (Russia)
- Lisbon Story, regia di Wim Wenders (Germania)
- The Monkey Kid, regia di Xiao-Yen Wang (Stati Uniti d'America, Cina)
- Muzyka dlja dekabrja, regia di Ivan Dychovičnyj (Russia)
- Operazione Canadian Bacon (Canadian Bacon), regia di Michael Moore (Stati Uniti d'America)
- Le Plus Bel Âge..., regia di Didier Haudepin (Francia)
- The Poison Tasters, regia di Ulrik Theer (Stati Uniti d'America)
- Rén yuē huánghūn, regia di Chen Yifei (Hong Kong)
- A részleg, regia di Péter Gothár (Ungheria)
- Rude, regia di Clément Virgo (Canada)
- Salaam Cinema, regia di Mohsen Makhmalbaf (Iran)
- Tempo di viaggio, regia di Andrej Tarkovskij e Tonino Guerra (Italia, 1983)
- Two Nudes Bathing, regia di John Boorman - cortometraggio (Regno Unito)

### Fuori concorso
- Desperado, regia di Robert Rodriguez (Stati Uniti d'America)
- Pronti a morire (The Quick and the Dead), regia di Sam Raimi (Stati Uniti d'America) - film di chiusura

### Proiezioni speciali
- Il bacio della morte (Kiss of Death), regia di Barbet Schroeder (Stati Uniti d'America)
- Da morire (To Die For), regia di Gus Van Sant (Stati Uniti d'America)
- I soliti sospetti (The Usual Suspects), regia di Bryan Singer (Stati Uniti d'America)

### Cortometraggi in concorso
- The Beast, regia di Rhoderyc Charles Montgomery (Stati Uniti d'America)
- Despondent Divorcée, regia di Jonathan Ogilvie (Australia)
- Domo, regia di Maurizio Forestieri (Italia)
- Les Enfants s'ennuient le dimanche, regia di Sophie Perez e Matthieu Poirot-Delpech (Francia)
- Gagarin, regia di Aleksej Charitidi (Russia)
- A hamok dala, regia di Ferenc Cakó (Ungheria)
- Koza, regia di Nuri Bilge Ceylan (Turchia)
- The Pan Loaf, regia di Sean Hinds (Regno Unito)
- Sortie de bain, regia di Florence Henrard (Belgio)
- Swinger, regia di Gregor Jordan (Australia)

## Quinzaine des Réalisateurs
I seguenti film sono stati presentati all'interno della sezione parallela della Quinzaine des Réalisateurs, diretta artisticamente da Pierre-Henri Deleau:

### Lungometraggi
- 3 Steps to Heaven, regia di Constantine Giannaris (Regno Unito)
- Un'avventura terribilmente complicata (An Awfully Big Adventure), regia di Mike Newell (Regno Unito)
- Cafe Society, regia di Raymond De Felitta (Stati Uniti d'America)
- Il confessionale (Le Confessionnal), regia di Robert Lepage (Francia, Canada, Regno Unito)
- Corps inflammables, regia di Jacques Maillot (Francia)
- Dolly's Restaurant (Heavy), regia di James Mangold (Stati Uniti d'America)
- Eggs, regia di Bent Hamer (Norvegia)
- Eldorado, regia di Charles Binamé (Canada)
- L'Enfant noir, regia di Laurent Chevallier (Francia, Guinea)
- Faute de soleil, regia di Christophe Blanc (Francia)
- Der Kopf des Mohren, regia di Paulus Manker (Austria)
- Il lamento sul sentiero (Pather Panchali), regia di Satyajit Ray (India, 1955)
- Nella mischia, regia di Gianni Zanasi (Italia)
- Il palloncino bianco (Bādkonak-e sefid), regia di Jafar Panahi (Iran)
- Qùnián dōngtiān, regia di Hsu Hsiao-ming (Taiwan)
- Revivre, regia di Jean-Luc Raynaud (Francia)
- Le Rocher d'Acapulco, regia di Laurent Tuel (Francia)
- Safe, regia di Todd Haynes (Stati Uniti d'America)
- Someone Else's America, regia di Goran Paskaljević (Francia, Regno Unito, Germania, Grecia)
- Sommaren, regia di Kristian Petri (Svezia)
- La storia dei tre gioielli (Hikayatul jawahiri thalatm), regia di Michel Khleifi (Belgio, Regno Unito, Palestina)
- Visiblement je vous aime, regia di Jean-Michel Carré (Francia)

### Cortometraggi
- La Vie à rebours, regia di Gaël Morel (Francia)
- Le Bus, regia di Jean-Luc Gaget (Francia)
- Rebonds, regia di Marine Place (Francia)
- Une visite, regia di Philippe Harel (Francia)

## Settimana internazionale della critica
I seguenti film sono stati presentati all'interno della sezione parallela della Settimana internazionale della critica:

### Lungometraggi
- Ā bà de qíngrén, regia di Steve Wang (Taiwan)
- Hello Denise! (Denise Calls Up), regia di Hal Salwen (Stati Uniti d'America)
- Los hijos del viento, regia di Fernando Merinero (Spagna)
- Madagascar Skin, regia di Chris Newby (Regno Unito)
- Gli occhi del testimone (Mute Witness), regia di Anthony Waller (Regno Unito, Germania)
- Le scarpe d'oro (Manneken Pis), regia di Frank van Passel (Belgio)
- Soul Survivor - Anima sopravvissuta (Soul Survivor), regia di Stephen Williams (Canada)

### Cortometraggi
- Adiós Toby, adiós, regia di Ramón Barea (Spagna)
- An Evil Town, regia di Richard Sears (Stati Uniti d'America)
- The Last Laugh, regia di Robert Harders (Stati Uniti d'America)
- Movements of the Body, regia di Wayne Traudt (Canada)
- Le Pendule de Madame Foucault, regia di Jean-Marc Vervoort (Belgio)
- Surprise!, regia di Veit Helmer (Germania)
- Ubu, regia di Manuel Gomez (Francia, Belgio)

## Giurie
Le seguenti persone hanno fatto parte delle giurie delle varie sezioni del Festival:

### Concorso

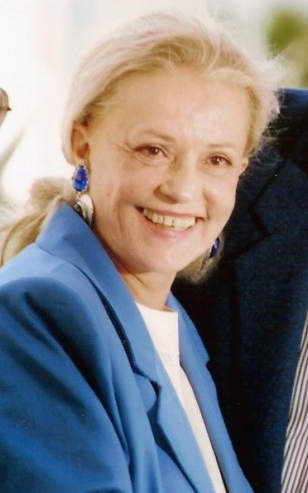
Jeanne Moreau, qui ritratta nel 1992, è stata la presidentessa della giuria del concorso principale.

- Jeanne Moreau, attrice (Francia) - Presidentessa di Giuria
- Gianni Amelio, regista (Italia)
- Jean-Claude Brialy, attore (Francia)
- Nadine Gordimer, scrittrice (Sudafrica)
- Gaston Kaboré, regista (Burkina Faso)
- Michèle Ray-Gavras, produttrice cinematografica (Francia)
- Emilio García Riera, critico cinematografico (Messico)
- Philippe Rousselot, direttore della fotografia (Francia)
- John Waters, regista (Stati Uniti d'America)
- Marija Zvereva, sceneggiatrice (Russia)

### Caméra d'or
- Michel Deville, regista (Francia) - Presidente di Giuria
- Alberto Barbera, direttore del Museo nazionale del cinema (Italia)
- Didier Baudet (Francia)
- Nguyễn Trọng Bình, distributore cinematografico (Vietnam)
- Michel Demopoulos, critico cinematografico (Grecia)
- István Gaál, regista (Ungheria)
- Caroline Million-Rousseau, cinefila (Francia)

## Palmarès

### Selezione ufficiale
La giuria della selezione ufficiale ha premiato i seguenti film:

#### Concorso
- Palma d'oro: Underground (Podzemlje), regia di Emir Kusturica
- Grand Prix Speciale della Giuria: Lo sguardo di Ulisse (To vlemma tou Odyssea), regia di Theo Angelopoulos
- Prix de la mise en scène: Mathieu Kassovitz - L'odio (La Haine)
- Prix du scénario: non assegnato
- Prix d'interprétation féminine: Helen Mirren - La pazzia di Re Giorgio (The Madness of King George)
- Prix d'interprétation masculine: Jonathan Pryce - Carrington
- Premio della giuria: N'oublie pas que tu vas mourir, regia di Xavier Beauvois
- Premio speciale della giuria: Carrington, regia di Christopher Hampton

#### Cortometraggi
- Palma d'oro al miglior cortometraggio: Gagarin, regia di Aleksej Charitidi
- Premio della giuria: Swinger, regia di Gregor Jordan

### Settimana internazionale della critica
- Premio Mercedes-Benz per il miglior film: Le scarpe d'oro (Manneken Pis), regia di Frank van Passel
- Premio Canal+ per il miglior cortometraggio: An Evil Town, regia di Richard Sears
- Grand Golden Rail: Le scarpe d'oro (Manneken Pis), regia di Frank van Passel

### Premi indipendenti
- Caméra d'or: Il palloncino bianco (Bādkonak-e sefid), regia di Jafar Panahi
  - Menzione speciale: Hello Denise! (Denise Calls Up), regia di Hal Salwen
- Premio FIPRESCI: [2][11]
  - Concorso: (ex aequo) Lo sguardo di Ulisse (To vlemma tou Odyssea), regia di Theo Angelopoulos e Terra e libertà (Land and Freedom), regia di Ken Loach
  - Sezioni parallele (Quinzaine des Réalisateurs): Il palloncino bianco (Bādkonak-e sefid), regia di Jafar Panahi
- Grand Prix Technique: Lu Yue, Olivier Chiavassa e Bruno Patin per Shanghai Triad - La triade di Shangai (Yáo a yáo, yáo dào wàipó qiáo)
- Premio della Giuria Ecumenica: Terra e libertà (Land and Freedom), regia di Ken Loach[12]
  - Menzione speciale: Between the Devil and the Deep Blue Sea, regia di Marion Hänsel
- Prix de la jeunesse:
  - Film straniero: Le scarpe d'oro (Manneken Pis), regia di Frank van Passel
  - Film francese: Bye-Bye, regia di Karim Dridi